# Bitcoin Magazine
Bitcoin Magazine ist eine US-amerikanische Zeitschrift. Sie war einer der ersten Herausgeber von Nachrichten- und Printmagazinen über Bitcoin und digitale Währungen. Bitcoin Magazine begann 2012 mit der Veröffentlichung. Es wurde von Vitalik Buterin und Mihai Alisie gegründet und wird derzeit von BTC Inc in Nashville, Tennessee, betrieben.

## Geschichte
Vitalik Buterin begann sich 2011 für Bitcoin zu interessieren und gründete die Zeitschrift Bitcoin Magazine zusammen mit Mihai Alisie, der ihn fragte, ob er mitmachen wolle. Alisie lebte zu dieser Zeit in Rumänien und Buterin schrieb für einen Blog. Buterins Schriften erregte die Aufmerksamkeit von Alisie, und sie beschlossen daraufhin, das Magazin zu gründen. Buterin übernahm die Rolle des Chefredakteurs als Nebenprojekt, während er die Universität besuchte.
Im Jahr 2012 begann das Bitcoin Magazine mit der Veröffentlichung einer gedruckten Ausgabe und wurde als die erste seriöse Publikation bezeichnet, die sich mit Kryptowährungen beschäftigte. 2014 wurde Bitcoin Magazine von Bitcoin Media übernommen.
2021 kündigte Bitcoin Magazine an, ein Büro in Kiew zu eröffnen.

## The Bitcoin Conference
Bitcoin Magazine veranstaltet seit 2019 die jährliche Bitcoin Conference. Auf der Bitcoin Conference 2019 traten Elon Musk, Edward Snowden und Cathie Wood auf. In einer aufgezeichneten Rede kündigte der Präsident von El Salvador, Nayib Bukele, auf der Bitcoin Conference 2021 seine Pläne an, Bitcoin als gesetzliches Zahlungsmittel in dem zentralamerikanischen Land einzuführen.